# 江里口清雄
江里口 清雄（えりぐち きよお、1910年〈明治43年〉3月20日 - 1983年〈昭和58年〉2月16日）は、日本の裁判官。

## 人物
佐賀県出身。東京帝国大学卒業。裁判官で刑事訴訟が専門だが、司法省に一時期出向。
東京地方裁判所では帝銀事件を担当した際には、一般市民は被告人の自供があるからと言っているが、はなはだ危険という旨を述べ慎重な態度を見せた。法廷で被告人の平沢貞通をじっくり尋問し、録音テープを何度も聞き返すなどした上で、死刑判決。
その後、最高裁判所刑事局長、長野地家裁所長、福岡高等裁判所長官などを歴任。
1973年1月に最高裁判所判事に就任。就任時に「帝銀事件以外に死刑判決を出したことはない。あの事件に比べると、どんな事件にもどこかに救いがある。世間で騒ぐ事件よりあまり知られていない事件の法律問題で身をすり減らすほうが多い」と話す。
1972年の第33回衆議院議員総選挙の後に提起された一票の格差訴訟では「違憲だが事情判決により選挙を無効にはしない」に対し、「選挙も無効」と反対意見を述べている。また、最高裁判事時代には皇室会議議員（法曹界代表議員）も務めた。
1980年3月に定年退官。

## 担当事件
著名なものに限る。
- 寿産院事件
- 帝銀事件
- 昭和電工事件
- 島津貴子誘拐未遂事件

## 親族
従姪孫に医師・作家の中山祐次郎がいる。